# Progressiva linser
Progressiva linser är linser (glas) som oftast monteras i glasögon och flytande går mellan två olika styrkor och tillåter fokus mellan långt och nära håll för att underlätta för personer med ålderssynthet och andra ackommodationsproblem.

## Historia
Innan progressiva glas började tillverkas göt man in en läsruta på framsidan av linsen som lade på den nödvändiga skillnaden i styrka i en liten del av glaset. Dessa kallas bifokala och har svagheten att de bara har en styrka för avstånd och en för nära fokusering, men inget däremellan. Bifokala glas används dock fortfarande, eftersom vissa upplever en progressiv övergång mellan styrkor i glaset som obekväm eller när det inte finns behov av något annat.

## Fördelar
Förbättringen i synkomfort är beroende av glasögonbärarens tolerans mot suddighet, vilket i sin tur ofta är beroende av hur länge bäraren har haft glasögon och hur stor korrektionen tidigare har varit. Någon som har haft glasögon större delen av sitt liv, med förhållandevis stora brytningsfel korrigerade, har i allmänhet mycket lättare att lära sig acceptera progressiva glas, och fördelarna märks således tidigare.

### Komfort
Introduktionen av progressiva linser har gjort att ålderssynta inte längre behöver byta mellan ett antal glasögon, utan kan i större utsträckning leva med ett eller två par glasögon, beroende på synfel och hem- och arbetssituation mm. Där det tidigare behövdes ett par glasögon för TV-tittande och bilkörning, ett par för läsning och ett par för hobby eller terminalanvändning behövs oftast bara ett par hemma idag, eventuellt åtföljda av ett par arbetsglasögon optimerade för just arbetsplatsen. Detta leder till en överlägsen vardagskomfort.

## Nackdelar
Ålderssynthet är ett besvär som uppkommer i 40-45-årsåldern oavsett tidigare synproblem. Därför kan progressiva linser, förutom de tekniska nackdelarna de har, även medföra tillvänjningsproblem som till stor del beror på ovana. Vana glasögonbärare har i allmänhet mycket lättare att överkomma dessa problem, och med tillräcklig träning och information om vad man kan vänta sig av progressiva linser kan även ovana glasögonbärare avhjälpas merparten av problemen.

### Distorsion

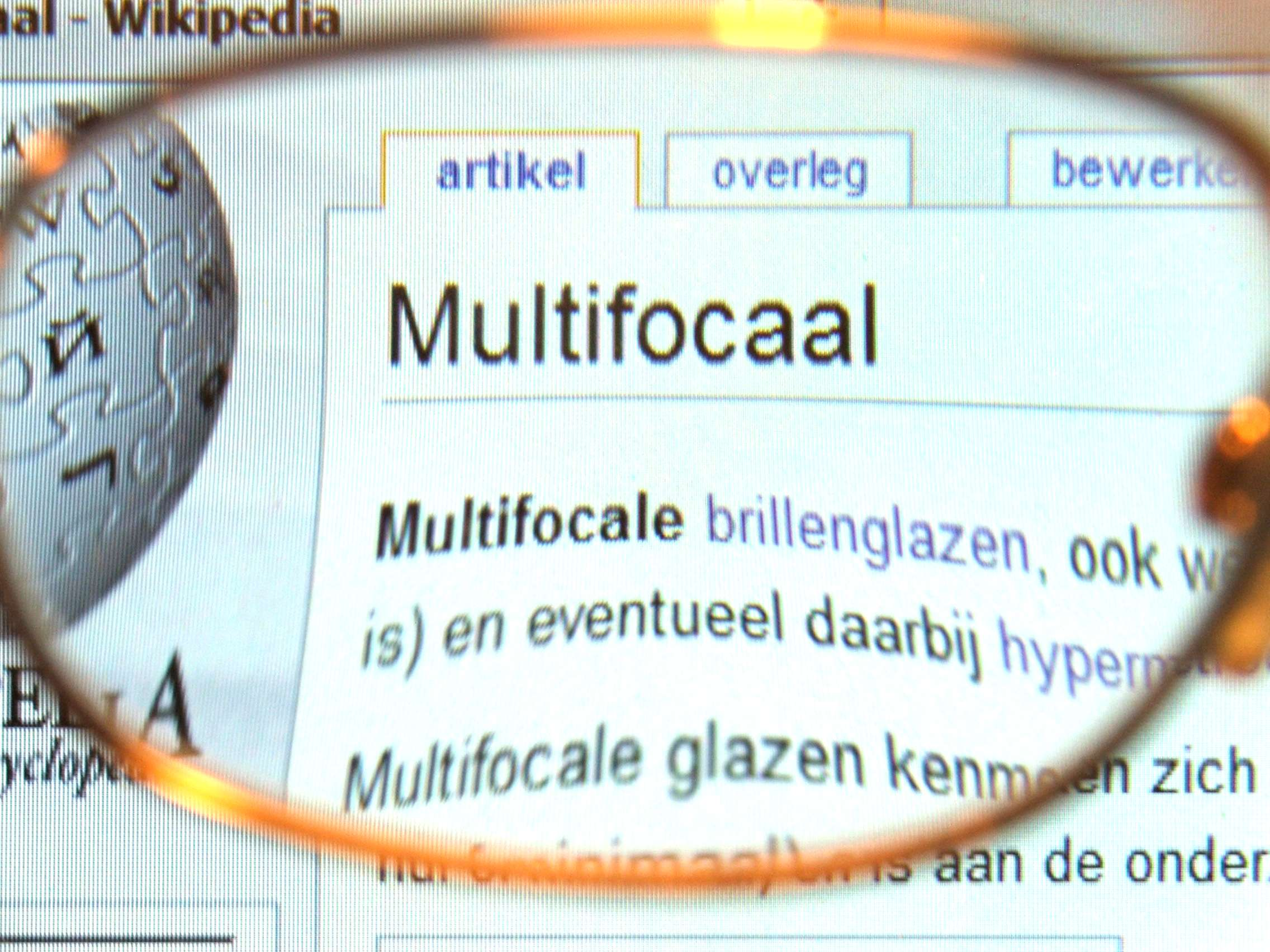
Brytningen i ett progressivt glas sett på avstånd. I normala fall är ögat närmare linsen och ger inte lika stor förvrängning.

För att undvika en prismaeffekt och aberration måste man förminska synfältet till viss del, vilket leder till perifera fält med styrkor som inte stämmer med användarens behov; därav det smalare synfältet man får med progressiva jämfört med så kallade enkelslipade glas. Nyare slipmetoder har lyckats minimera aberration och ger ett bredare synfält. De flesta användare hävdar att fördelarna överväger nackdelarna i de flesta fall.
Optiker och ögonläkare är till stor del överens om att tillvänjningen av progressiva eller multifokala glasögon blir lättare då de inleds tidigt i förloppet av presbyopi, men att det å andra sidan krävs fler glasögonbyten och att det därför ibland inte är ekonomiskt försvarbart att påbörja bytet till progressiva linser tidigt.

### Tillvänjning
För de som använder progressiva glasögon för första gången behövs ofta en tillvänjningsperiod beroende på att hjärnan behöver vänja sig vid dem. Denna period varierar från ett par timmar till några veckor. Under denna period är bieffekter såsom huvudvärk, yrsel och felaktig avståndsbedömning vanliga. Det är tillrådligt att ta av sig glasögonen när dessa symptom inträder, men också att sätta på sig dem igen när symptomen försvinner, och inte ersätta dem med äldre glasögon gjorda enligt en tidigare ordination, då det ofta kan leda till att tillvänjningsperioden förlängs.

### Pris och tillgänglighet
Eftersom progressiva linser är personligt anpassade i högre grad än enkelslipade eller bifokala/trifokala glas, finns de också mer sällan i lager hos sliperiet, utan beställs från tillverkaren vid behov. Högre styrkor och ovanligare kombinationer av korrektion finns dessutom inte i alla utförande av progressiva glas och kan leda till att ett dyrare glas behövs för en komplett korrektion. Detta i samband med högre pris på slipmaskiner leder till att progressiva linser är dyrare än enkelslipade dito. De är av samma anledning ofta dyrare än bifokala/trifokala glas.

## Tillverkning
Progressiva glas som tillverkas med tidigare tekniker gjuts precis som bifokala glas färdigt endast på framsidan, medan man lämnar baksidan till slip på sliperi. Framsidans yta är optimerad för sfärisk korrektion, så progressiva glas tillverkade med denna äldre teknik är inte lika lämpade för patienter med astigmatism som för enbart närsynta eller översynta patienter. För att komma ifrån detta har man tagit fram nya metoder där glaset slipas på baksidan direkt hos leverantören istället för att gjutas, och sliperiet har det färdigslipade (förutom formslip för bågen) glaset i lager. Glasen är med andra ord “skräddarsydda” för användaren och kallas för Freeform-glas. Eftersom de inte längre gjuts, utan slipas av tillverkaren och inte kan levereras i “puckar” som efterslipas, blir produktionen dyrare än med äldre varianter av progressiva glas.